# 渡り廊下走り隊7
渡り廊下走り隊7（わたりろうかはしりたいセブン）は、AKB48のメンバーによって結成された日本のアイドルユニットである。渡り廊下走り隊（わたりろうかはしりたい）として2008年10月に結成され、2014年2月9日に解散。
本記事では前身の渡り廊下走り隊のほか、事実上の原型となった限定ユニットのお菓子なシスターズ（おかしなシスターズ）についても扱う。

## 概要
2008年3月ごろに結成された「お菓子なシスターズ」を前身として、AKB48の総合プロデューサー秋元康により、同年10月に国民的妹分ユニット「渡り廊下走り隊」として結成された。過去に秋元らがプロデュースしたおニャン子クラブの派生ユニット「うしろ髪ひかれ隊」の妹分に位置する存在でもある。簡略したユニット名は「ワロタ」。その後、「渡り廊下走り隊7」となり、2014年2月9日、約5年におよぶ活動に幕を閉じ解散した。
前述のおニャン子クラブの影響が大きく、ユニット名は、元祖おニャン子クラブの派生ユニットである「うしろゆびさされ組」のデビュー曲「うしろゆびさされ組」の歌詞にちなむ。また、元祖おニャン子クラブの派生ユニット「うしろ髪ひかれ隊」と同じくプロダクション尾木・ポニーキャニオン所属、秋元康プロデュースであるが、島田紳助が「カシアス島田」名義で作詞・プロデュースしている楽曲がある。
なお、同じプロダクション尾木所属者のみで結成されているAKB48派生ユニットに「ノースリーブス」がある。

## 略歴
2008年3月ごろ結成された「お菓子なシスターズ」を前身として、同年10月に平嶋夏海が加入し「渡り廊下走り隊」となった。
2009年1月28日、『初恋ダッシュ/青い未来』でCDデビュー。
2010年2月7日のチームB夜公演にて、菊地あやかの加入が発表され、同年3月17日（『アッカンベー橋』の発売日）より正式加入。
2010年6月30日、岩佐美咲と小森美果を追加して、2010年7月からニッポン放送で始まった同名のラジオ番組限定企画ユニット「渡り廊下走り隊7（セブン）」が結成された。
その後は「渡り廊下走り隊」と「渡り廊下走り隊7」の活動が並行して行われていたが、「渡り廊下走り隊7」の唯一の活動であったラジオが好評だったため、2011年2月2日に『バレンタイン・キッス』（国生さゆりのシングルのカバー、20万枚のセールス）を「渡り廊下走り隊7」名義としては初めてリリース。その後、2011年5月に放映を開始したLaVie L「1台4役篇」のCM出演が5人での最後の出演となり、以降の活動は「渡り廊下走り隊7」名義のものに一本化される。
2012年1月28日、平嶋が「渡り廊下走り隊」の活動を辞退することを申し出て、2012年2月5日に東京ビッグサイトで行われた『「上からマリコ」劇場盤発売記念大握手会』をもって、AKB48ならびに「渡り廊下走り隊」での活動を終了した。
これ以降6人によるユニットとなっていたが、契約の事情などから7人体制に戻す必要が生じたため、2012年3月10日に秋元康がGoogle+上で、暫定メンバーとして浦野一美（当時・SDN48）を加入させることを発表した。同ユニットへAKB48の現役メンバー以外が加入するのは初となった。なお、平嶋も発表後に秋元へ送ったメールの中で「浦野が入って嬉しい」と浦野の加入を歓迎した。3月23日に開催されたAKB48 コンサート『業務連絡。頼むぞ、片山部長! in さいたまスーパーアリーナ』の初日において、10thシングル『少年よ 嘘をつけ!』が初披露され、同時に浦野加入後の初お披露目となったが、このシングルを最後にユニットは休業状態になる。
2013年8月20日、小森がAKB48を卒業・引退し、本人のユニット内での活動も終了する。
2013年11月27日に公式サイトで、活動のすべてをコンプリートしたベストアルバム『渡り廊下をゆっくり歩きたい』を12月25日にリリースする告知とともに、解散が正式発表された。理由は「女生徒」をコンセプトにしていながらメンバー全員がそれに合わない歳に成長したためという。一部で不仲説が流れたが、これはMVの中の演出で、騒動になったことを謝罪した。
2014年2月9日、Zeppダイバーシティ東京で行われた解散ライブをもって解散した。渡辺はステージで泣き崩れ、「胸がいっぱいで、張り裂けそう。グループの解散を初めて経験するので、こんなに切なく、苦しくなるんだと実感しています。一番、私らしくいられる場所だった。走り続けた日々は私の青春でした。今まで本当にありがとうございました。」と述べた。引退した小森も参加し、27曲を歌った。このライブが、ユニット単独として最初で最後のコンサートとなった。

## メンバー

### 解散時メンバー
|                              | プロフィール           | 血液型 | 出身地 | 愛称                 | 所属グループ （結成時・加入時） | 備考                                                                                    |
| ---------------------------- | ---------------------- | ------ | ------ | -------------------- | ------------------------------- | --------------------------------------------------------------------------------------- |
| 多田愛佳 （おおた あいか）   | 1994年12月8日（30歳）  | O型    | 埼玉県 | らぶたん             | AKB48                           | 2012年11月1日よりHKT48に所属                                                            |
| 仲川遥香 （なかがわ はるか） | 1992年2月10日（33歳）  | O型    | 東京都 | はるごん はるか      | AKB48                           | 2012年11月1日よりJKT48に所属                                                            |
| 渡辺麻友 （わたなべ まゆ）   | 1994年3月26日（31歳）  | AB型   | 埼玉県 | まゆゆ               | AKB48                           | センター                                                                                |
| 菊地あやか （きくち あやか） | 1993年6月30日（32歳）  | A型    | 東京都 | あやりん きくぢ      | AKB48                           | 2010年3月17日加入「4thシングル」より活動開始                                            |
| 岩佐美咲 （いわさ みさき）   | 1995年1月30日（30歳）  | O型    | 千葉県 | わさみん             | AKB48                           | 2010年7月加入「渡り廊下走り隊7」発足時より活動開始                                      |
| 浦野一美 （うらの かずみ）   | 1985年10月23日（39歳） | O型    | 埼玉県 | CinDy （シンディー） | SDN48                           | 2012年3月23日加入「10thシングル」より活動開始 加入時SDN48（2012年3月31日卒業）、元AKB48 |

2017年末の渡辺麻友のAKB48からの卒業により、AKB48グループ在籍者はいなくなった。

### 元メンバー
|                              | プロフィール          | 血液型 | 出身地 | 愛称       | 所属グループ （活動時） | 備考 |
| ---------------------------- | --------------------- | ------ | ------ | ---------- | ----------------------- | --- |
| 平嶋夏海 （ひらじま なつみ） | 1992年5月28日（33歳） | O型    | 東京都 | なっちゃん | AKB48                   | 元リーダー。2012年2月5日脱退 解散発表後、ベストアルバムやイベント、解散コンサートに参加                                    |
| 小森美果 （こもり みか）     | 1994年7月19日（31歳） | O型    | 愛知県 | こもりん   | AKB48                   | 2010年7月加入「渡り廊下走り隊7」発足時より活動開始 2013年7月7日AKB48卒業、2013年8月引退 脱退後、解散コンサートにゲスト参加 |

## 作品

### シングル
| 枚                   | リリース日          | 曲名                   | 最高 週間 順位      | 販売形態            | レコードNo:                                            | 備考                                                  |
| 渡り廊下走り隊 名義  | 渡り廊下走り隊 名義 | 渡り廊下走り隊 名義    | 渡り廊下走り隊 名義 | 渡り廊下走り隊 名義 | 渡り廊下走り隊 名義                                    | 渡り廊下走り隊 名義                                   |
| -------------------- | ------------------- | ---------------------- | ------------------- | ------------------- | ------------------------------------------------------ | ----------------------------------------------------- |
| 1                    | 2009年1月28日       | 初恋ダッシュ／青い未来 | 10位                | CD CD+DVD           | PCCA-02804 PCCA-02800 PCCA-02801 PCCA-02802            | 通常盤 初回限定盤A 初回限定盤B 初回限定盤C            |
| 2                    | 2009年4月22日       | やる気花火             | 9位                 | CD CD+DVD           | PCCA-02922 PCCA-02919 PCCA-02920 PCCA-02921            | 通常盤 初回限定盤A 初回限定盤B 初回限定盤C            |
| 3                    | 2009年11月11日      | 完璧ぐ〜のね           | 7位                 | CD CD+DVD           | PCCA-03036 PCCA-03019 PCCA-03020 PCCA-03021            | 通常盤 初回限定盤A 初回限定盤B 初回限定盤C            |
| 4                    | 2010年3月17日       | アッカンベー橋         | 1位                 | CD CD+DVD           | PCCA-70277 PCCA-70278 PCCA-03131 PCCA-03132 PCCA-03133 | 通常盤 おためし盤 初回限定盤A 初回限定盤B 初回限定盤C |
| 5                    | 2010年6月30日       | 青春のフラッグ         | 4位                 | CD CD+DVD           | PCCA-03188 PCCA-03185 PCCA-03186 PCCA-03187            | 通常盤 初回限定盤A 初回限定盤B 初回限定盤C            |
| 6                    | 2010年9月1日        | ギュッ                 | 2位                 | CD CD+DVD           | PCCA-03243 PCCA-03240 PCCA-03241 PCCA-03242            | 通常盤 初回限定盤A 初回限定盤B 初回限定盤C            |
| 渡り廊下走り隊7 名義 |                     |                        |                     |                     |                                                        |                                                       |
| 7                    | 2011年2月2日        | バレンタイン・キッス   | 2位                 | CD CD+DVD           | PCCA-03328 PCCA-03326 PCCA-03327                       | 通常盤 初回限定盤A 初回限定盤B                        |
| 8                    | 2011年8月3日        | へたっぴウィンク       | 2位                 | CD CD+DVD           | PCCA-03470 PCCA-03471 PCCA-03472 PCCA-03473            | 通常盤 初回限定盤A 初回限定盤B 初回限定盤C            |
| 9                    | 2011年11月30日      | 希望山脈               | 3位                 | CD CD+DVD           | PCCA-03513 PCCA-03507 PCCA-03508 PCCA-03509            | 通常盤 初回限定盤A 初回限定盤B 初回限定盤C            |
| 10                   | 2012年5月30日       | 少年よ 嘘をつけ!       | 3位                 | CD CD+DVD           | PCCA-70329 PCCA-03596 PCCA-03597 PCCA-03598            | 通常盤 初回盤A 初回盤B 初回盤C                        |

### アルバム

#### ベストアルバム
| 枚                  | リリース日          | タイトル                   | 最高 週間 順位      | 販売形態            | レコードNo:           | 備考                    |
| 渡り廊下走り隊 名義 | 渡り廊下走り隊 名義 | 渡り廊下走り隊 名義        | 渡り廊下走り隊 名義 | 渡り廊下走り隊 名義 | 渡り廊下走り隊 名義   | 渡り廊下走り隊 名義     |
| ------------------- | ------------------- | -------------------------- | ------------------- | ------------------- | --------------------- | ----------------------- |
| 1                   | 2013年12月25日      | 渡り廊下をゆっくり歩きたい | 3位                 | 3CD+2DVD 2CD        | PCCA-03960 PCCA-03961 | 超コンプリート盤 通常盤 |

#### オリジナルアルバム
| 枚                  | リリース日          | タイトル            | 最高 週間 順位      | 販売形態            | レコードNo:                      | 備考                   |
| 渡り廊下走り隊 名義 | 渡り廊下走り隊 名義 | 渡り廊下走り隊 名義 | 渡り廊下走り隊 名義 | 渡り廊下走り隊 名義 | 渡り廊下走り隊 名義              | 渡り廊下走り隊 名義    |
| ------------------- | ------------------- | ------------------- | ------------------- | ------------------- | -------------------------------- | ---------------------- |
| 1                   | 2010年10月13日      | 廊下は走るな!       | 4位                 | CD CD+DVD           | PCCA-03276 PCCA-03274 PCCA-03275 | 通常盤 初回盤A 初回盤B |

### 映像作品
| 枚          | リリース日     | タイトル                      | レコードNo:                                 | 備考                                                            |
| シングルDVD | シングルDVD    | シングルDVD                   | シングルDVD                                 | シングルDVD                                                     |
| ----------- | -------------- | ----------------------------- | ------------------------------------------- | --------------------------------------------------------------- |
| 1           | 2009年3月28日  | 初恋ダッシュ                  | PCBP-51774                                  |                                                                 |
| 2           | 2009年5月13日  | やる気花火                    | PCBP-51929                                  |                                                                 |
| 3           | 2009年11月11日 | 完璧ぐ〜のね                  | PCBP-51943                                  |                                                                 |
| 4           | 2010年3月17日  | アッカンベー橋                | PCBP-51975                                  |                                                                 |
| 5           | 2010年6月30日  | 青春のフラッグ                | PCBP-51997                                  |                                                                 |
| イメージDVD |                |                               |                                             |                                                                 |
| 1           | 2010年10月20日 | 走れ!夏休み                   | PCBP-52003                                  |                                                                 |
| コンサート  |                |                               |                                             |                                                                 |
| 1           | 2014年9月3日   | 渡り廊下走り隊 解散コンサート | PCBP-52296 PCXP-50242 PCBP-52297 PCXP-50243 | 初回盤（DVD） 初回盤（Blu-ray） 通常盤（DVD） 通常盤（Blu-ray） |

### 参加作品
- 阿久悠トリビュート『Bad Friends』（2009年12月16日）
  - 渚のシンドバッド
  - 河原の石川五右衛門 - 未唯mie（ピンク・レディー）とのユニット「簪」（かんざし）名義

### ミュージックビデオ
| 年     | ビデオ               | 監督           |
| ------ | -------------------- | -------------- |
| 2009年 | 初恋ダッシュ         | 奥和義         |
| 2009年 | やる気花火           | 多田卓也       |
| 2009年 | 完璧ぐ〜のね         | ムラカミタツヤ |
| 2010年 | アッカンベー橋       | 斎藤竜也       |
| 2010年 | 青春のフラッグ       | 川野浩司       |
| 2010年 | ギュッ               | 丸山健志       |
| 2011年 | バレンタイン・キッス | 福居英晃       |
| 2011年 | へたっぴウィンク     | 福居英晃       |
| 2011年 | 希望山脈             | 福居英晃       |
| 2012年 | 少年よ 嘘をつけ!     | 福居英晃       |

### ゲーム
- jubeat plus - 『渡り廊下走り隊 pack』として配信。収録曲は「初恋ダッシュ」「青春のフラッグ」「バレンタイン・キッス」「へたっぴウィンク」の4曲。

## 出演

### バラエティ
- AKBINGO!（2009年4月23日・30日、11月12日・19日、2010年3月11日、日本テレビ） - LIVEコーナー
- インディ学院（2010年7月3日 - 9月25日、日本テレビ）[28]
- AKB48 SHOW! （2013年12月14日、NHK BSプレミアム） - 浦野、菊地、渡辺、多田、岩佐に加え平嶋がスタジオで、仲川が中継でコラボした。

### 舞台
- ドリル魂（2009年2月27日 - 3月1日、神奈川県立青少年センターホール）

### ラジオ
- 渡り廊下走り隊の青い未来へ初恋ダッシュ!!（2009年1月3日 - 6月27日、CBCラジオ）
- 渡り廊下走り隊7[29]（2010年7月5日 - 2011年3月25日・4月10日 - 2013年3月31日、ニッポン放送）[注釈 4]
2011年3月25日まではミニ番組として、24:53 - 25:00まで、毎週月曜から木曜までの放送だった。曜日毎のテーマがあり、そのテーマに沿って、「セブンボックス」に届いたメールを紹介する。出演者は7人のうち週替わりで3人。セブン&アイ・ホールディングスが2012年秋改編まで冠スポンサーだった（2012年春改編からは呼称が「セブンアイグループ」に変わっている）[注釈 5]。
- 月曜：悩メールの月曜日（相談事）
- 火曜：プンプンの火曜日（腹が立ったこと）
- 水曜：恋する水曜日（恋愛相談）
- 木曜：自由な木曜日（フリートーク）
2011年4月10日から最終回までは日曜21:30 - 22:00へ移行した。ナイタークッション番組となったため、プロ野球中継が延長となった場合は短縮または休止。[注釈 6]
オープニングテーマは「ウルトラセブンの歌」（ミニ番組時代は冒頭の「セブン」の連呼部分の抜き出し、日曜移動後は「イントロ→2・3番間の間奏の前半（ここまでにナレーション[注釈 7]が入る）→みすず児童合唱団による「セブン」の連呼部分」）、エンディングテーマは月代わり。
- 渡り廊下走り隊のオールナイトニッポンR（2010年10月15日、ニッポン放送）
- 渡り廊下走り隊7のオールナイトニッポン（2011年2月9日、ニッポン放送）

### CM
- 日本電気（NEC）LaVie L「家中どこでも地デジ篇」「アンテナケーブル不要篇」（2010年10月）、「1台4役篇」（2011年5月）
共演は玉木宏。「渡り廊下走り隊7」移行後唯一の「渡り廊下走り隊」名義での出演作品。
- セブン&アイ・ホールディングス『新・バレンタイン宣言』（2011年1月20日 - 2月）
- セブン&アイ・ホールディングス『ありがとうを声に出そう。5.8母の日キャンペーン』（2011年4月27日 - 5月8日）

### イベント
- ユアエルム presents SPRING A GO!GO!（2009年4月29日、bayfm）
- サンリオキャラクターパークハーモニーランド GWスペシャルイベント（2009年5月5日）
- B.L.T.主催「Beautiful Lady Live」（2009年9月21日、北沢タウンホール）
- 浜松町グリーンサウンドフェスタ「浜祭」（2009年11月2日、東京タワー）
- お台場合衆国2010〜笑うBayには福きたる!!〜（2010年8月8日、フジテレビ本社ビル周辺）
- イトーヨーカドー 葛西店1日店長イベント（2011年2月13日、同店リバーサイドモール特設会場）
- 指原莉乃プロデュース『第一回ゆび祭り〜アイドル臨時総会〜』（2012年6月25日、日本武道館）

#### テレビアニメ
- クレヨンしんちゃん（2012年3月9日・16日、宇宙家族ノハラだゾ 前編・後編）[注釈 8]

### ネット配信
- 渡り廊下走り隊インタビュー（2009年11月5日、モッテコ書店）[30]

## 書籍
- 『THE SPEC KIT渡り廊下売り込み隊　WATARIROUKA URIKOMITAI SINCE 2008 渡り廊下走り隊7』ワニブックス、2011年12月 ISBN 978-4-8470-4400-7

### 写真集
- 渡り廊下走り隊 2010年カレンダー（2009年9月、ハゴロモ）
- 渡り廊下走り隊 1st水着写真集「アッカンベー」（2010年3月26日、集英社）

## お菓子なシスターズ
事実上、前身に当たるAKB48の派生ユニット。多田愛佳、仲川遥香、渡辺麻友で構成。
2008年3月ごろ結成され、NHK教育の『味楽る!ミミカ』エンディングテーマ「恋のチューイング」を歌った。また、同番組のエンディング映像に出演。
シングル化はされなかったが、「初恋ダッシュ／青い未来」のカップリングとして収録された。

## タイアップ
| 楽曲                 | タイアップ | 収録作品                              | 備考                  |
| -------------------- | --- | ------------------------------------- | --------------------- |
| 青い未来             | テレビ東京『BLUE DRAGON 天界の七竜』オープニングテーマ                                                                      | 1stシングル「初恋ダッシュ／青い未来」 |                       |
| 恋のチューイング     | NHK教育『味楽る!ミミカ』2008年度エンディングテーマ                                                                          | 1stシングル「初恋ダッシュ／青い未来」 | お菓子なシスターズ    |
| やる気花火           | テレビ東京『スキバラ』エンディング・テーマ テレビ東京『ピラメキーノ』2009年4月度エンディング・テーマ                        | 2ndシングル「やる気花火」             |                       |
| 白いチューリップ     | BSフジ『カンニングのDAI安☆吉日!』2009年4月度エンディング・テーマ                                                            | 2ndシングル「やる気花火」             |                       |
| 完璧ぐ〜のね         | テレビ東京『FAIRY TAIL』エンディングテーマ テレビ東京『アニソンぷらす』2009年10月度エンディングテーマ                       | 3rdシングル「完璧ぐ〜のね」           |                       |
| 冒険エトセトラ       | オンラインゲーム「GRAND FANTASIA」テーマソング                                                                              | 3rdシングル「完璧ぐ〜のね」           |                       |
| バレンタイン・キッス | CM:セブン&アイ・ホールディングス『新・バレンタイン宣言』                                                                    | 7thシングル「バレンタイン・キッス」   | 以降は渡り廊下走り隊7 |
| マンマ、グラッチェ!  | CM:セブン&アイ・ホールディングス『ありがとうを声に出そう。5.8母の日キャンペーン』                                           | 8thシングル「へたっぴウィンク」       |                       |
| 服を着た王様         | GMOクリック証券「競泳日本代表応援CM」テーマソング                                                                           | 8thシングル「へたっぴウィンク」       |                       |
| 希望山脈             | テレビ朝日『クレヨンしんちゃん』オープニングテーマ                                                                          | 9thシングル「希望山脈」               |                       |
| 少年よ 嘘をつけ!     | 映画:『クレヨンしんちゃん 嵐を呼ぶ!オラと宇宙のプリンセス』主題歌 CM:ネクソン オンラインゲーム「カートライダー」            | 10thシングル「少年よ 嘘をつけ!」      |                       |
| 君は考える           | 日本テレビ『ライオンスペシャル 第32回全国高等学校クイズ選手権』応援ソング GMOクリック証券「競泳日本代表応援CM」テーマソング | 10thシングル「少年よ 嘘をつけ!」      |                       |